# Sassacus glyphochela
Sassacus glyphochela är en spindelart som beskrevs av Bauab Vianna 1979. Sassacus glyphochela ingår i släktet Sassacus och familjen hoppspindlar. Inga underarter finns listade i Catalogue of Life.